# OR1G1
OR1G1 (англ. Olfactory receptor family 1 subfamily G member 1) – білок, який кодується однойменним геном, розташованим у людей на короткому плечі 17-ї хромосоми. Довжина поліпептидного ланцюга білка становить 313 амінокислот, а молекулярна маса — 34 924.
| 10         |  | 20         |  | 30         |  | 40         |  | 50         |
| ---------- |  | ---------- |  | ---------- |  | ---------- |  | ---------- |
| MEGKNLTSIS |  | ECFLLGFSEQ |  | LEEQKPLFGS |  | FLFMYLVTVA |  | GNLLIILVII |
| TDTQLHTPMY |  | FFLANLSLAD |  | ACFVSTTVPK |  | MLANIQIQSQ |  | AISYSGCLLQ |
| LYFFMLFVML |  | EAFLLAVMAY |  | DCYVAICHPL |  | HYILIMSPGL |  | CIFLVSASWI |
| MNALHSLLHT |  | LLMNSLSFCA |  | NHEIPHFFCD |  | INPLLSLSCT |  | DPFTNELVIF |
| ITGGLTGLIC |  | VLCLIISYTN |  | VFSTILKIPS |  | AQGKRKAFST |  | CSSHLSVVSL |
| FFGTSFCVDF |  | SSPSTHSAQK |  | DTVASVMYTV |  | VTPMLNPFIY |  | SLRNQEIKSS |
| LRKLIWVRKI |  | HSP        |  |            |  |            |  |            |

A: Аланін

C: Цистеїн

D: Аспарагінова кислота

E: Глутамінова кислота

F: Фенілаланін

G: Гліцин

H: Гістидин

I: Ізолейцин

K: Лізин

L: Лейцин

M: Метіонін

N: Аспарагін

P: Пролін

Q: Глутамін

R: Аргінін

S: Серин

T: Треонін

V: Валін

W: Триптофан

Кодований геном білок за функціями належить до рецепторів, g-білокспряжених рецепторів, білків внутрішньоклітинного сигналінгу. 
Локалізований у клітинній мембрані.